# Wahlenbergia umbellata
Wahlenbergia umbellata är en klockväxtart som först beskrevs av Robert Stephen Adamson, och fick sitt nu gällande namn av Thomas G. Lammers. Wahlenbergia umbellata ingår i släktet Wahlenbergia och familjen klockväxter. Inga underarter finns listade i Catalogue of Life.